# Hochschule für das weibliche Geschlecht
Die Hochschule für das weibliche Geschlecht war die erste ausschließlich für Frauen bestimmte Bildungseinrichtung. Sie wurde 1850 in Hamburg gegründet und musste 1852 wegen politischen Drucks und fehlender Unterstützer den Schulbetrieb aufgeben.

## Ausgangssituation
Die Idee für eine Hochschule für Frauen stammte von Johannes Ronge, dem Initiator der Deutschkatholischen Bewegung. Diese Idee wurde vom „Hamburger Frauenverein zur Unterstützung der Deutschkatholiken“, deren Gründerinnen Bertha Traun und Emilie Wüstenfeld waren, aufgegriffen und mit der Hilfe des Ehepaars Fröbel verwirklicht. Zum 1. Januar 1850 wurde die Schule in Hamburg Am Holländischen Brook 25 eröffnet. In dem Institut sollten Frauen aus dem Bürgertum zu Kindergärtnerinnen ausgebildet werden. Karl Fröbel war Leiter dieser Einrichtung, bis sie nach nur zwei Jahren im Frühjahr 1852 aus politischen und finanziellen Gründen schließen musste.

## Gründung der Hamburger Hochschule für Frauen
Infolge dieser Entwicklungen entstand aus dem „Sozialen Frauenverein“ der „Hamburger Frauenbildungsverein“. Dieser diente der Förderung von Frauenbildung. Karl Fröbel hatte in Zürich mit seiner Gattin ein Landerziehungsheim gegründet und kam so in Kontakt mit dem Hamburger Frauenbildungsverein. Dieser gab ihm den Auftrag, in Hamburg die erste Hochschule für das weibliche Geschlecht zu gründen. Ende des Jahres 1849 schloss der „Hamburger Bildungsverein“ mit Karl Fröbel und seiner Frau Johanna Fröbel einen Vertrag. In diesem Vertrag waren die Grundsätze der Frauenbildung verankert, und Karl Fröbel ging als zukünftiger Leiter einer „Hochschule für das weibliche Geschlecht“ hervor.
Am 1. Januar 1850 wurde die erste Frauenhochschule gegründet und eröffnet.

### Grundgedanken Karl Fröbels zur Hamburger Hochschule für Frauen
Karl Fröbel hat als Grundgedanken bei der Gründung der Hamburger Hochschule für Frauen unter anderem die Verbreitung seiner Erziehungsideen und die ideale Verbindung von Frauenbildung mit der Erzieherinnenausbildung seines Onkels formuliert. Diese Gedanken unterschieden sich von den Vorstellungen der Frauen, die sich euphorisch auf die Veränderung freuten und hier die Chance sahen, endlich unabhängiger zu werden.
Außerdem machte Karl Fröbel deutlich, dass die Hamburger Hochschule für Frauen kein Instrument war, um die patriarchalischen Verhältnisse aufzulösen, auch an eine ökonomische Selbstständigkeit der Frau hatte er nicht gedacht.
„Die Frau bleibt auf allen Ebenen ihrer Tätigkeit auf die Familie verwiesen.“
Es kristallisierte sich heraus, dass die Hochschule für Frauen niemals eine Hochschule werden konnte, wie sie den Männern zur Verfügung stand. Frauen, so formulierte Karl Fröbel, haben ihre höchste Bestimmung in der Familie und deren Erziehung. „Volkserziehung im Sinne der Familienerziehung.“

### Organisation der Hamburger Hochschule für Frauen
Auf dem ersten Lehrplan der Hamburger Hochschule für Frauen erscheinen folgende Fächer: „Sprachlehre, Literatur, Englisch, Französisch, Geschichte, Geographie, Geschichte der Religionen, Formenlehre, Zeichnen, Gesang, Physik (1 Std.) und Erklärung Schillerscher Gedichte“. Keines dieser Fächer wurde mehr als zwei Stunden pro Woche unterrichtet. Dies geschah mit Absicht, denn Frauen sollten nur oberflächliches Wissen erlangen, um sich an innerem Wissen zu bereichern und dieses an ihre Kinder weiterzugeben.
Philosophisches Verständnis beinhaltete in diesem Zusammenhang nicht mehr, als die Philosophie der Mutter- und Koselieder und die Philosophie des Fröbelschen Kindergartens, in der es einzig und allein um das Verstehen der Kindererziehung und Entwicklungsgesetze ging.
Lehrer waren neben Karl Fröbel u. a. der freireligiöse Prediger Georg Weigelt und der Direktor der Israelitischen Freischule Anton Rée.
Generell war die Schule für alle Frauen jeden Alters und Herkunft gedacht, das Eintrittsalter lag zwischen dem 15. und 16. Lebensjahr. Das zu zahlende Schulgeld hing von dem jeweiligen Einkommen ab. Die Frauen sollten Kenntnisse erhalten, die für Haushalt, Kindererziehung, Heilkunde und Krankenpflege nötig sind.
Die Hamburger Hochschule für Frauen hatte folgende Bildungsrichtlinien: „Im Rechnen sollte die Buchführungerlernt werden. Die Naturlehre bezweckte eine Kenntnis der Nahrungsmittel- und Haushaltswarenchemie. Naturwissenschaftliche Studien sollen die uns umgebenden Stoffe, den menschlichen Organismus, die Heilkraft der Pflanzen erfassen. Geschichte und Literatur werden als das Leben erheiternde, Unterhaltung an der Gegenwart ausgerichtet.“ Spätestens hier wird deutlich, dass diese Einrichtung nichts gemein hatte mit der heutigen Bedeutung einer Hochschule.
Karl Fröbel gründete eine Hochschule, die in ihren Bildungsansprüchen eher an eine Kindergärtnerinnen-Lehrerinnenausbildung erinnert als an eine konventionelle Hochschule.

## Auflösung der Hamburger Hochschule
Der Auflösungszeitpunkt der Hamburger Hochschule für das weibliche Geschlecht lässt sich nicht klar datieren. Während Adolph Diesterweg bereits im Januar 1852 sein Bedauern über die Schließung der Hochschule an Johanna Goldschmidt äußerte, berichtete Malwida von Meysenbug, dass sie die Hochschule erst im Frühjahr 1852 verlassen habe, nachdem diese aufgelöst worden war.
Die Gründe, die schließlich zur freiwilligen Schließung der Hamburger Hochschule führten, lassen sich größtenteils aus der veränderten politischen Lage erklären, jedoch spielte auch die finanzielle Situation eine Rolle. Zum 1. Januar 1852 gab Karl Fröbel seine Stellung in Hamburg auf, wahrscheinlich aufgrund der schlechten finanziellen Situation des Ehepaars. Zusätzlich endeten im Frühjahr 1852 die finanziellen Verpflichtungen der Aktionäre und es ließ sich kein weiterer Geldgeber finden.
Die politische Situation in Hamburg verschlechterte sich, da sich die Reaktion durchsetzen konnte und fortschrittliche Ideen nun bekämpft wurden. Die enge Verbindung der Hamburger Hochschule mit den freien Gemeinden erwies sich nun als schwierig. 1851 hatte der Senat bereits zwei Lehrer der Gemeindeschule der Stadt verwiesen. Der Hochschule wurde vorgeworfen, zu radikal zu sein und ihre Grundsätze nicht vollständig zu offenbaren. Konservative Angehörige der Evangelisch-lutherischen Landeskirche verbreiteten Gerüchte darüber, dass die Hamburger Hochschule Unglauben lehren würde.
Neben den politischen und finanziellen Problemen gab es aber auch zunehmend Konflikte zwischen Karl Fröbel und den Frauen des Bildungsvereins. In Briefen äußerte er immer häufiger, dass er die Frauen „zu emanzipiert und zu selbstständig finde.“ Auch Johanna Fröbel hatte sich die Arbeit anders vorgestellt. Sie hatte junge Mädchen vor Augen, die sie erziehen sollte, nicht aber erwachsene Damen wie z. B. Malwida von Meysenbug, die sich eine an der männlichen Hochschulbildung orientierte Ausbildung erhofften, die ihnen berufliche Unabhängigkeit ermöglichte.
Auch gingen Karl Fröbel die Unabhängigkeitsbestrebungen der Frauen zu weit: „[…] in diesem revolutionären Streben nach weiblicher Selbständigkeit sehe ich den Untergang […]“, insbesondere die Trennung (bösartiges Verlassen) Bertha Trauns von ihrem Mann, um den deutschkatholischen Priester Johannes Ronge zu heiraten, war ein Skandal, zumal auch weitere Frauen planten, sich scheiden zu lassen.
Die emanzipatorischen Bestrebungen des Frauenrats, vor allem aber die humanen und atheistischen Erziehungsgrundsätze wurden von den Vertretern der christlichen Kirchen mit Flugblattaktionen sowie Einflussnahme auf die Geldgeber bekämpft.
Schließlich entschieden alle Beteiligten der Hamburger Hochschule, diese lieber freiwillig zu schließen, um zu beweisen, dass dies nur die Folge der nicht ausreichenden finanziellen Mittel war, nicht aber eines falschen Prinzips.

## Bekannte Studentinnen
- Malwida von Meysenbug
- Margarethe Meyer-Schurz